# Monika Ošmianskienė
Monika Ošmianskienė (* 26. Dezember 1978 in Vilnius) ist eine litauische liberale Politikerin. Von 2020 bis 2024 war sie Seimas-Mitglied.

## Leben
Nach dem Abitur an der Ryto-Mittelschule  in Karoliniškės der litauischen Hauptstadt Vilnius absolvierte Ošmianskienė 2003 das Masterstudium der Informatik an der Vilniaus universitetas.
Von 2012 bis 2020 arbeitete sie als Programmiererin im Unternehmen UAB „Softnova“.
Von 2019 bis 2020 war sie Mitglied im Rat der Stadtgemeinde Vilnius, ausgewählt in der Wahlliste von Bürgermeister Remigijus Šimašius (visuomeninis komitetas „Už Vilnių, kuriuo didžiuojamės“). 2019 war sie Mitgründerin und seitdem ist sie Vorstandsmitglied der liberalen Partei Laisvės partija.
Bei Parlamentswahl in Litauen 2020 war Monika Kandidatin in Žirmūnai und wurde  13. Seimas-Mitglied als Listenkandidatin.
Monika Ošmianskienė ist verheiratet.